# ゼロサプレス

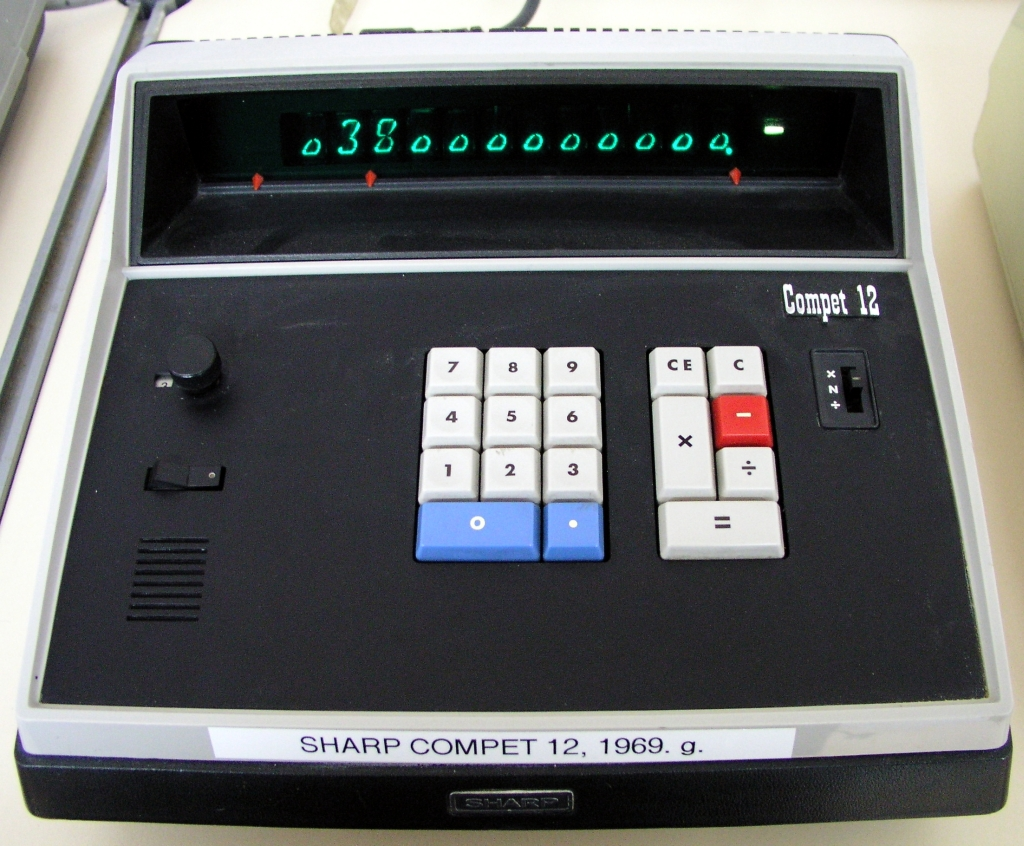
シャープ Compet 12。この機種では「038000000000」と頭に余分の0が付いて表示され、ゼロサプレスが行われていないことがわかる。

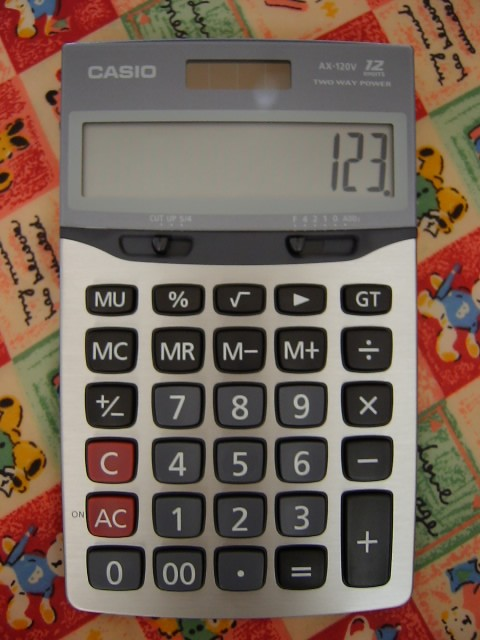
カシオ AX-120V。この機種は12桁の表示ができるが、ここでは「123」とだけ表示され、ゼロサプレスが行われていることがわかる。

ゼロサプレスまたはゼロ抑制 (英: zero suppress, zero suppression) は、数の表記から冗長なゼロを除去することである。逆の処理を行う対義語はゼロパディングである。
- （例） 00049823 → 49823

（特に必要な場合を除いて）位取りに必要なゼロや有効数字にかかわるゼロは除去しない。
- （例） 002030 → 2030 （23 とはしない）
- （例） 2.45000×107 （000 が有効数字である場合は 2.45×107 とはしない）